# 니시요시토미촌
니시요시토미촌(西吉富村)은 후쿠오카현 지쿠조군에 있던 촌이다. 현재의 지쿠조정의 일부에 해당한다.

## 역사
- 1889년 4월 1일 - 정촌제 시행에 의해 고게군 니시요시토미촌이 성립하였다.
- 1896년 4월 1일 - 지쿠조군이 되었다.
- 1955년 3월 31일 - 미나미요시토미촌과 합병해 신요시토미촌이 신설해 폐지되었다.

## 교통

### 철도
- 우노시마 철도

## 참고문헌
- 角川日本地名大辞典 40 福岡県
- 『市町村名変遷辞典』東京堂出版、1990年。